# بيشيروفكا
بيشيروفكا (بالتشيكية: Bocherovka)‏ وهي شركة تشيكية لصنع شراب مر، نسبة الخمر في هذا المشروب هي 38 %، تأسست هذه الشركة في سنة 1769 في أيام حكم الإمبراطورية الرومانية المقدسة أسسها جان بيشر يقع مقر هذه الشركة في مدينة كارلوفة في تشيكيا.